# Медаль «60 років визволення Білгорода-Дністровського»
Медаль «60 років визволення Білгорода-Дністровського» — пам’ятна нагорода, заснована Білгород-Дністровською міською радою для відзначення 60-ї річниці визволення міста від нацистських окупантів у 1944 році. Медаль вручалася у 2004 році з нагоди ювілею за особливі заслуги перед громадою.

## Історія
Медаль була створена для увічнення перемоги у Другій світовій війні та вшанування внеску жителів Білгорода-Дністровського у визволення міста. Відповідно до розпорядження міського голови Білгорода-Дністровського № 121-к від 21 серпня 2004 року, нагородження здійснювалося нагрудним знаком «60 років визволення м. Білгорода-Дністровського від фашистських загарбників». Документ підписаний міським головою Миколою Чербаджи та засвідчений печаткою Білгород-Дністровської міської ради.
Визволення Білгорода-Дністровського відбулося 23 серпня 1944 року в ході Яссько-Кишинівської операції, коли війська 3-го Українського фронту під командуванням генерала Федора Толбухіна звільнили місто від німецьких і румунських військ. 

## Опис
Медаль має круглу форму та два рельєфні боки :
- Аверс: зображена Білгород-Дністровська фортеця з червоним прапором на одній із веж і салютом у небі. Зверху розміщено напис «1944-2004», що позначає період від визволення до ювілею [4].
- Реверс: у центрі — стела з датами «1944» і «2004», навколо якої по колу напис: «60 років визволення м. Білгорода-Дністровського від фашистських загарбників»[5].

Медаль підвішена на стрічці з трьома смугами: червоною, помаранчевою та червоною. Стрічка з’єднується з медаллю за допомогою двох декоративних візерунків і герба міста Білгорода-Дністровського.